# Бараташвілі Микола Мелітоновіч
Ніколоз Мелітонович Бараташвілі (15 [27] грудня 1817, Тифліс — 9 [21] жовтня 1845, Гянджа) — грузинський поет-романтик.
Людина зі складною долею. Тепер його називають «класиком грузинської літератури», однак при його житті не було видано жодного рядка віршів. Вперше кілька віршів Бараташвілі були опубліковані лише через сім років після його смерті. Тільки після видання в 1876 році збірки його віршів грузинською мовою, Бараташвілі став одним з найпопулярніших поетів Грузії.

## Життєпис
Народився в родині князя Мелітона Бараташвілі (1795—1860) і княжни Ефімії Зурабовни Орбеліані (1801—1849).
З 1827 року навчався в Тифліському благородноиу училищі, яке закінчив у 1835 році. Під впливом свого вчителя, громадсько-політичного діяча і філософа Соломона Додашвілі Ніколоз перейнявся ідеями гуманізму і національної свободи.

Після закінчення училища через матеріальні нестатки був змушений служити чиновником в Експедиції суду і розправи.
В 1840-х Ніколоз очолив літературний гурток. Члени цього гуртка заснували згодом постійний грузинський театр (1850) і журнал «Ціскарі» (1852).

Вірші, присвячені княжні Катерині Чавчавадзе, — блискучі зразки любовної лірики.
У 1844 році після повного розорення батька Ніколоз був змушений покинути рідний край і вступити на державну службу спочатку в Нахічевані, потім в Гянджі, де він обіймав посаду помічника повітового начальника.

Захворівши тут малярією, він помер у віці 27 років.
25 квітня 1893 прах поета був перевезений на батьківщину і при величезному скупченні народу урочисто похований в Тбілісі на Дідубійському цвинтарі. У 1938 році урочисто перепохований на горі Мтацмінда в пантеоні найвидатніших громадських діячів Грузії.